# حاملات الماصة
حاملات الماصة (الاسم العلمي:Antliophora) هي أصنوفة من الحشرات تتبع فوق رتبة الشوالونات من حديثات الأجنحة.

## التصنيف
- أصنوفة حاملات الماصة
  - رتبة طويلات الأجنحة
    - رتيبة طويلات الأجنحة الحقيقية
      - فصيلة الشواليات
        - جنس الشوالة